# Another Brick in the Wall (Cyndi Lauper y Roger Waters)
«Another Brick in the Wall» es un sencillo en vivo de Roger Waters y Cyndi Lauper, fue cantada en vivo en The Wall - Live in Berlin el 21 de julio de 1990. Fue lanzado solamente en España.

## Información
Mercury Records lanzó en España el sencillo promocional del disco The Wall - Live in Berlin, el 10 de septiembre de 1990. El tema fue grabado durante el show que Roger Waters presentó el 21 de julio de 1990 con varios invitados; incluyendo Cyndi Lauper. El show fue realizado donde antes se encontraba el Muro que separaba a la ciudad, al país y al mundo.
En 1989 Roger Waters respondía en una entrevista por la radio que la única razón que lo llevaría a tocar The Wall sería si el Muro de Berlín fuese derribado: esto pasó y Roger Waters cumplió su trato, dando el que quizás es el espectáculo de Rock más grandioso que se ha realizado hasta esa fecha.

## Información de la portada
La portada del sencillo tiene la misma portada del álbum, aunque incluye un nuevo logo que se creó para esta versión. Qué a un puño con un martillo.
La parte trasera tiene poca información relacionada al lanzamiento. Incluye un mensaje que dice que todas las ganancias que se obtengan por este lanzamiento serán donadas a la institución: Memorial Fund for Disaster Relief.

## Listado de canciones

### Lado A
- Another Brick in the Wall (Part Two)(Featuring Cyndi Lauper)

### Lado B
Run Like Hell Roger Waters y the Bleeding Heart Band

## Posicionamiento
| Listas (1990)    | Posición |
| ---------------- | -------- |
| Uk Single Charts | 82       |